# Mochokidae
Mochokidae es una familia de peces emparentados con los bagres y peces gato (orden de los Siluriformes). Comprenden nueve géneros y, aproximadamente, doscientas especies. Todas esas especies se encuentran en las aguas dulces del continente africano. Este grupos de peces incluye muchas especies sumamente populares entre los aficionados al acuarismo como Synodontis nigriventris, Synodontis angelicus y Synodontis multipunctatus.

## Morfología
Poseen tres pares de barbillas (características del orden de los Siluriformes), careciendo de barbillas nasales; en ocasiones, las barbillas mandibulares suelen ramificarse. Los labios pueden aparecer modificados como órganos succionadores, como, por ejemplo, ocurre en los géneros Atopochilus, Chiloglanis y Euchilichthys. La aleta adiposa alcanza, generalmente, gran longitud. Las aletas dorsales y pectorales tienen largas y fuertes espinas. Su tamaño varía hasta alcanzar cotas máximas de 72 centímetros.

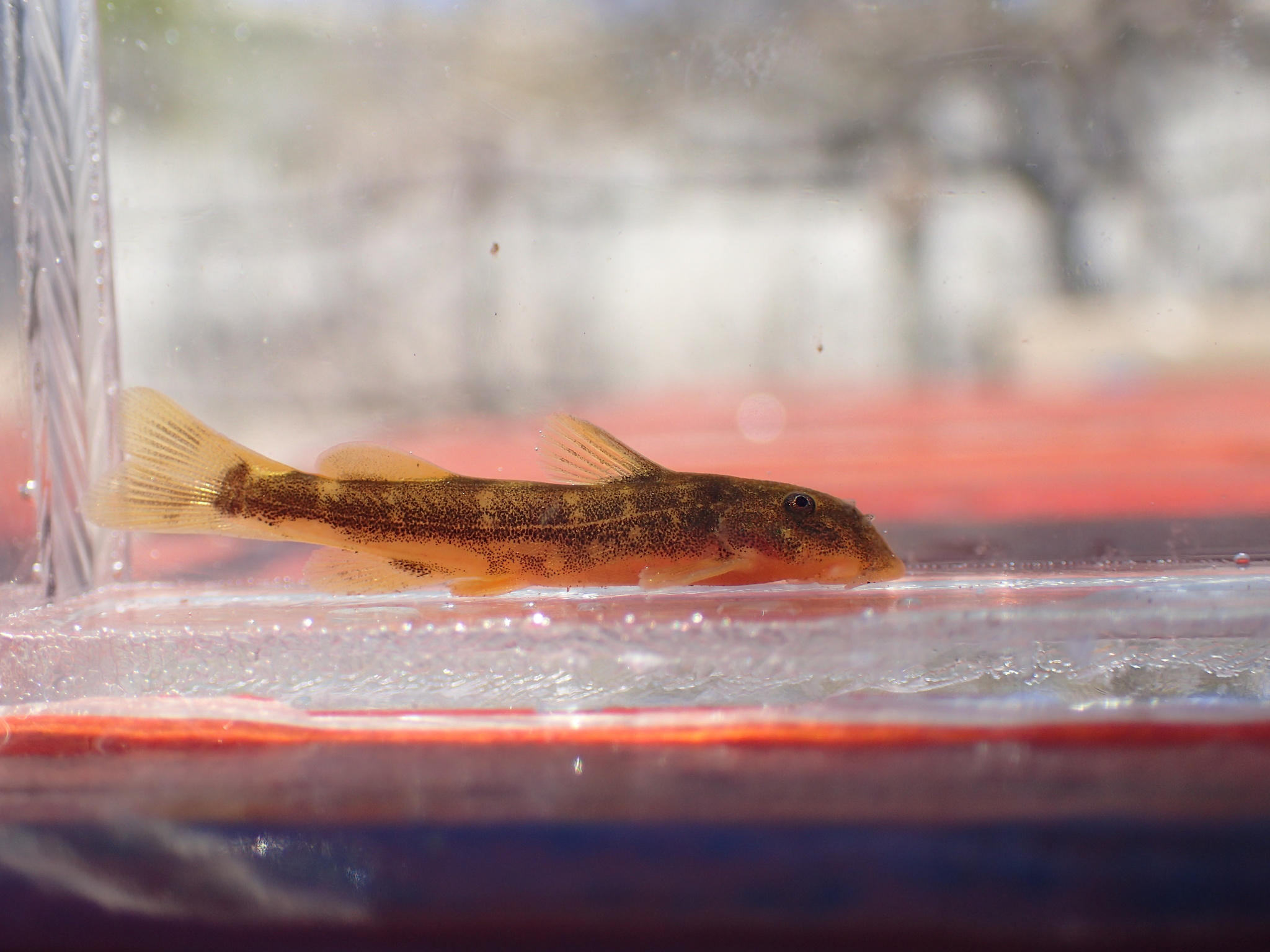
Chiloglanis pretoriae
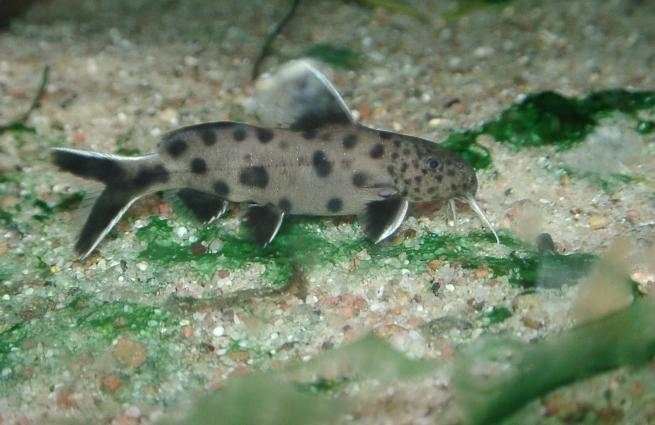
Synodontis petricola
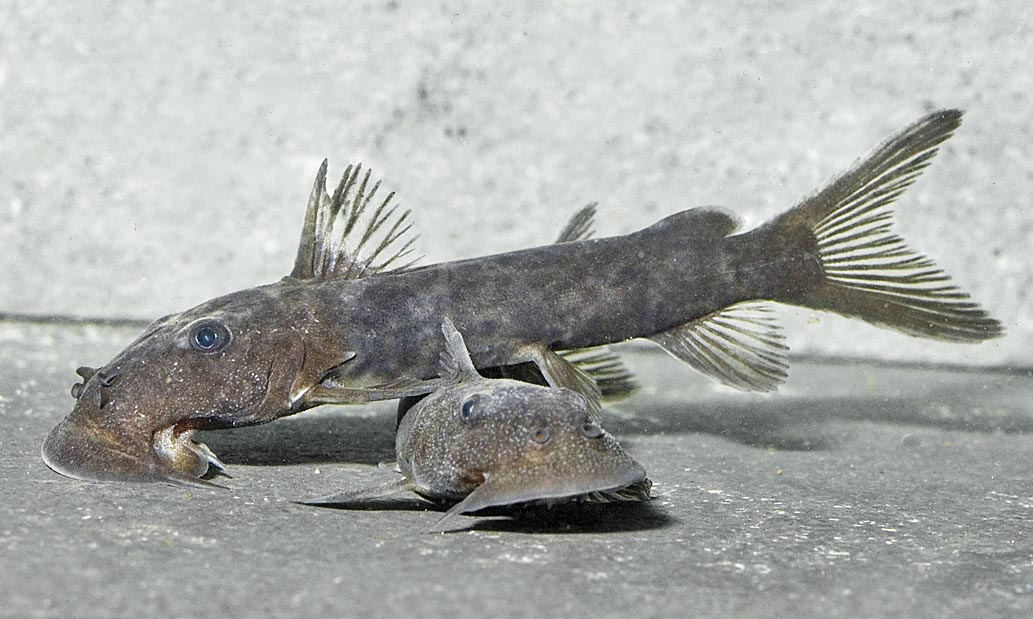
Euchilichthys sp.
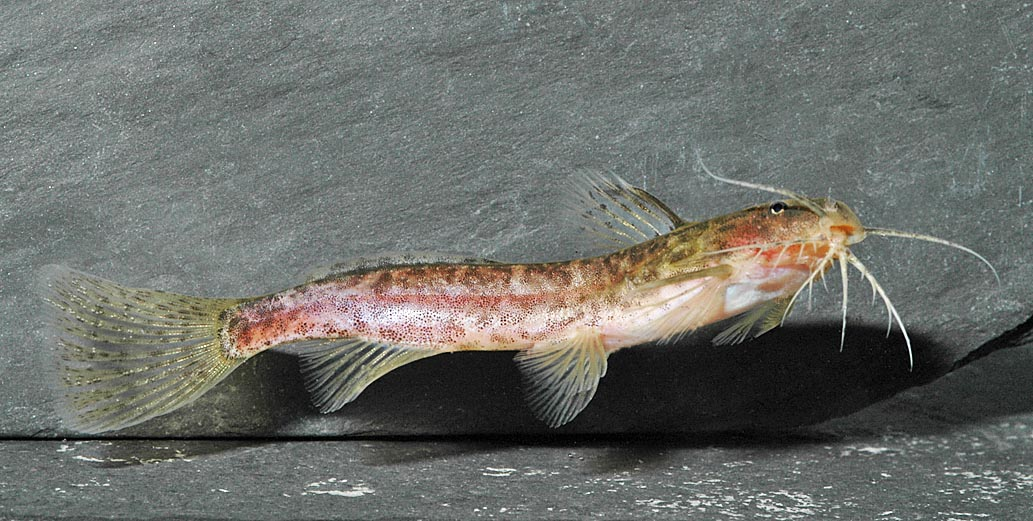
Microsynodontis polli